# Romanus (Statthalter)
Romanus war ein römischer Statthalter in der zweiten Hälfte des 4. Jahrhunderts n. Chr.
Über seine frühe Karriere ist wenig bekannt. Von 364 bis 373 bekleidete er das Amt des comes Africae in der römischen Provinz Africa, der Kornkammer Roms im Westen. Romanus wird in den spätantiken Quellen (vor allem bei Ammianus Marcellinus, der seine Habgier anprangert, aber auch von Zosimos) sehr negativ dargestellt. Er war offenbar ein korrupter Beamter, der sogar so weit ging, sich von der Bevölkerung seiner Provinz bezahlen zu lassen, damit er überhaupt militärisch gegen räuberische Stämme vorging, die aus dem Hinterland römische Städte überfielen. Obwohl Gerüchte über sein Fehlverhalten am Hof Valentinians I. bekannt waren, konnte sich Romanus auf mehrere Verbündete dort verlassen (darunter einen Verwandten namens Remigius), so dass sich die Untersuchungen hinzogen. Gegen die Donatisten in Africa ging er hart vor.
Er intrigierte gegen Firmus, den er letztendlich in die Revolte gegen Rom trieb. Um diesen Aufstand zu unterdrücken, wurde 373 Flavius Theodosius, der Vater des späteren Kaisers Theodosius I., nach Africa geschickt. Flavius Theodosius setzte Romanus aufgrund seines Fehlverhaltens fest und warf den Aufstand des Firmus bis 374 nieder. Obwohl bei einer späteren gründlichen Untersuchung ausreichend belastendes Material gegen Romanus gefunden wurde, konnte er sich am Kaiserhof erfolgreich verteidigen, unter anderem mit Hilfe des Flavius Merobaudes. Flavius Theodosius hingegen wurde auf Drängen der Freunde des Romanus (wohl fälschlicherweise) angeklagt und schließlich 376 hingerichtet. Über Romanus’ weiteres Leben liegen keine Berichte vor.